# Брайан, Дэвид
Дэвид Брайан Рашбаум (англ. David Bryan Rashbaum; род. 7 февраля 1962, Перт-Амбой, Нью-Джерси) — клавишник и бэк-вокалист американской рок-группы Bon Jovi. Автор успешного Бродвейского мюзикла «Мемфис».

## Ранние годы
Родился будущий музыкант в Перт-Амбое, штат Нью-Джерси, и вырос в Эдисоне, штат Нью-Джерси. Его отец, Эдди Рашбаум, играл на трубе. С детства мальчика воспитывали по еврейским традициям.
Дэвид учился в средней школе имени Герберта Гувера, затем в J. P. Stevens High School, которую он впоследствии и окончил. Брайан стал учиться играть на пианино в возрасте 7 лет, позднее, вместе с бас-гитаристом Стивом Силео, он стал клавишником группы под названием Transition.
В 1983 году, Брайан был приглашен Джоном Бон Джови в свою новую группу Bon Jovi.
Будучи музыкантом, Дэвид совмещал работу с учёбой у Эмери Хак, профессора Джульярдской школы, в течение 13 лет. Затем Брайан был зачислен в Рутгерский университет, из-за чего был вынужден бросить Джульярдскую школу. Хотя эта была не единственная причина. Брайан вновь вернулся в Bon Jovi, где играет и по сей день.
В конце 1990-х Брайан получил серьёзную травму пальца. Через год, после лечения, музыкант вновь смог играть на синтезаторе.
В 1991 году, прежде чем приступить к работе над саундтреком к фильму «Преисподняя» и помочь Джону Бон Джови и Ричи Самборе в сольных проектах, Брайан, ещё во время гастролей Bon Jovi, заразился южноамериканским паразитом, после чего был госпитализирован. Но через некоторое время музыкант поправился, и уже в 1992 году группа приступила к Keep The Faith.

## Музыкальный театр
Дэвид, вместе с Джо ди Петро, стал соавтором мюзикла Мемфис, который дебютировал на Бродвее в 2002 году. В 2008 году Мемфис был поставлен в La Jolla Playhouse в Сан-Диего, штат Калифорния. Мемфис был номинирован на 8 наград «Тони» за сезон 2010 года, из которых выиграл 4, включая победу в номинации «Лучший мюзикл и Лучшая оригинальная музыкальная партитура». Сейчас «Мемфис» является одним из самых популярных мюзиклов на Бродвее.
Брайан также стал соавтором мюзикла Токсичный Мститель, опять таки вместе с Джо ди Петро. Премьера данного мюзикла состоялась 6 апреля 2009, на Бродвее.

## Личная жизнь
Брайан женился на своей возлюбленной из средней школы, Эйприл Маклин, 25 августа 1990 года, но они развелись в 2004 году. У пары 3 совместных ребёнка: близнецы Габриэлль Луна и Колтон Мун (род. 10 марта 1994), и Тайгер Лили (род. 28 апреля 2000).
7 августа 2010 Брайан вновь женился на Лекси Куаз в Колтс-Нек, Нью-Джерси.

## Благотворительность
Брайан очень активно проявлял себя на программе Save the Music, VH-1, а также на Only Make Believe. Более того, вместе с Деной Гаммерштейн он записал гимн для Only Make Believe, «Rockin’ All Over the World». Дэвид является почётным членом совета Only Make Believe, некоммерческой организации, которая занимается интерактивными театрами для хронически больных и детей-инвалидов в больницах и других различных учреждениях. Брайан также является членом совета директоров в Traveling Guitar Foundation Деймона Маркса.
Группа построила несколько домов для пострадавших от урагана Катрина. Видео на песню Who Says You Can't Go Home, которая стала хитом, является документальным фильмом о создании тех домов. Bon Jovi также выделили 1 млн долларов для Angel Network Опры Уинфри. В ответ Опра даже создала бульвар Бон Джови в Луизиане. Через год Бон Джови вернулись, чтобы посмотреть на бульвар Бон Джови и представить его будущим жителям.

## Дискография

### Сольные альбомы
- On a Full Moon (1995)[3]
- Lunar Eclipse (2000)[4]

### Bon Jovi
| Студийные альбомы - Bon Jovi (1984) - 7800° Fahrenheit (1985) - Slippery When Wet (1986) - New Jersey (1988) - Keep the Faith (1992) - These Days (1995) - Crush (2000) - Bounce (2002) - Have a Nice Day (2005) - Lost Highway (2007) - The Circle (2009) - What About Now (2013) | Сборники - Cross Road: Greatest Hits (1994) - This Left Feels Right (2003) - Greatest Hits (2010) Концертные альбомы - One Wild Night Live 1985-2001 (2001) - Inside Out (2012) Бокс-сеты - 100,000,000 Bon Jovi Fans Can't Be Wrong (2004) |  |

### Другое
- Netherworld Soundtrack (1992) — Оригинальная партитура[4]
- «Time Was» — Curtis Stigers (1995) — написал «This Time»[4]
- Stranger in This Town (1991)

## Список литературы
1. ↑  Internet Movie Database (англ.) — 1990.
2. ↑  David Bryan // Internet Broadway Database (англ.) — 2000.
3. ↑  BSOSpirit — Lunar Eclipse (Bryan, David). Дата обращения: 22 апреля 2011. Архивировано 8 июля 2011 года.
4. 1 2 3  Discography. Дата обращения: 22 апреля 2011. Архивировано 4 апреля 2016 года.